# Внешняя политика Ирана
Роль Ирана не ограничивается мусульманским миром. По мнению российского политолога Раджаба Сафарова, Иран является лидером Движения неприсоединения, проводя при этом политику, направленную против диктата США.

## История
В первом после победы публичном выступлении М. Ахмадинежад заявил, что хочет построить «образцовое исламское общество», «образцовую, передовую и могущественную исламскую страну».
Во внешней политике президент Ахмадинежад (2005-2013) обещал прекратить налаживание сотрудничества с США, подвергал критике иранский МИД за уступки Западу, особенно в вопросе ядерной программы (Ахмадинежад — убеждённый сторонник продолжения обогащения урана собственными силами).
На своей первой пресс-конференции 26 июня 20хх новый президент Ирана подчеркнул, что Иран продолжит развитие национальной ядерной программы, поскольку ядерные технологии нужны стране для энергетических, медицинских, сельскохозяйственных целей и научного прогресса. Вместе с тем президент готов продолжить переговоры по ядерной программе с европейской «тройкой» (Германия, Франция, Великобритания), но при условии признания за Ираном права на использование атомной энергии.
В этой связи отмечается, что консервативные идеи как никогда сильны в Иране, а ядерная программа выступает как национальная идея, так что при новом президенте позиция Ирана на переговорах с ЕС и МАГАТЭ может стать ещё более неуступчивой.

## Геополитическая роль Ирана
Иран стремится занять лидирующую роль как среди мусульманских стран, так и среди других мировых держав.
На сегодняшний день геополитика Ирана затрагивает множество ключевых проблем международной политики.
Многие эксперты по вопросу Ирана утверждают, что Иран может стать одним из крупнейших вызовов региональной и глобальной безопасности и выделяют следующие главные факторы геополитических амбиций Ирана:

- ориентация большинства элиты и общества на приобретение ядерного оружия;
- проявлявшееся в прошлом нежелание в полной мере сотрудничать с МАГАТЭ, дезинформирование мирового сообщества о наличии собственной ядерной программы;
- поддержка ряда организаций, признанных террористическими, открытая антиизраильская политика;
- активная поддержка шиитских групп в соседних странах с целью привлечь сторонников шиитского ислама;
- сохранение заметных фундаменталистских элементов во внутреннем устройстве;
- стремление к региональному лидерству и ограничению присутствия в регионе глобальных игроков;
- общая ситуация в регионе, когда Иран фактически окружен странами, находящимися на грани внутреннего коллапса и превращения в «несостоявшиеся» государства.

От того, как решатся все эти противоречия, во многом зависит, каким образом будет развиваться в дальнейшем вся система международных отношений.
Раджаб Сафаров утверждает, что Запад во главе с США проводит политику изоляции Ирана. Однако эта политика не достигла успеха. Проведённый в августе 2012 года в Тегеране саммит Движения неприсоединения показал, что Иран не только не оказался в изоляции, но и стал лидером движения неприсоединения, объединяющего 120 стран. Таким образом, по мнению Сафарова, Иран объединил вторую после ООН международную структуру.
О возможном присоединении Ирана к БРИКС в мае 2015 года в телепрограмме «Право гослоса» говорил российский востоковед Павел Густерин.
С 1 января 2024 года является участником БРИКС.
Занимает главенствующее положение в неформальной коалиции «Ось сопротивления».

## Двусторонние отношения

### Израиль
Иран имел неофициальные дипломатические отношения с Израилем во время правления династии Пехлеви, но после Иранской революции разорвал все связи.
Президент Ирана Махмуд Ахмадинежад неоднократно делал резкие антиизраильские заявления и угрожал «стереть Израиль с лица земли».
15 августа 2004 года Иран заявил, что вся территория Израиля теперь находится в радиусе поражения новых иранских баллистических ракет «Шехаб-3». Ранее были проведены демонстрационные испытания ракеты «Шехаб-3» с радиусом поражения 1300 км, при этом Иран заявил, что ему удалось повысить её точность.
18 августа 2004 года Иран заявил, что нанесёт ответный удар по ядерному реактору в Димоне на юге Израиля, если тот посмеет атаковать иранскую АЭС в Бушере. Эти высказывания являются реакцией на неоднократные заявления Израиля о том, что он не допустит, чтобы Иран обладал ядерным оружием, и для предотвращения этого готов на всё, включая удары по иранским ядерным объектам. По распоряжению премьер-министра Ариэля Шарона в израильской разведке «Моссад» создан специальный отдел, занимающийся иранскими ядерными программами.
Иран неоднократно попадался на попытках незаконного снабжения оружием террористических организаций против Израиля.

### Ирак
Отношения между Ираном и Ираком осложнились вскоре после передачи американцами власти в Ираке временному правительству в середине 2004 года. Тегеран отказался признать новые власти, а министр обороны Ирака в газетном интервью обвинил Иран в прямом вмешательстве во внутренние дела Ирака, захвате нескольких иракских пограничных постов, засылке в Ирак многочисленных шпионов, а также потребовал немедленного возвращения боевых самолётов, переданных Ирану Саддамом Хусейном в 1991, перед началом войны в Персидском заливе. Тегеран отказался, заявив, что переговоры по этому поводу будет вести лишь с демократически избранными властями Ирака. Духовный лидер Ирана Али Хаменеи обвинил временное правительство Ирака в «прислужничестве» американцам.
Одновременно в Эн-Наджафе вновь вспыхнуло шиитское восстание. При этом лидера восстания, Моктаду ас-Садра, давно считают «человеком Тегерана». Министр обороны Ирака прямо обвинил Иран в организации этого мятежа, поддержке Моктады ас-Садра, и назвал Иран «врагом номер один». Тегеран, в свою очередь, призвал своих граждан отказаться от поездок в Ирак, в том числе от паломничества в священные для шиитов города Эн-Наджаф и Кербелу.
7 августа посольство Ирана в Багдаде подверглось миномётному обстрелу, а на следующий день к антииранской кампании неожиданно присоединились иракские боевики. Группировка «Исламская армия в Ираке» похитила иранского консула в Кербеле, обвинив его в разжигании межконфессионального конфликта между шиитской и суннитской общинами страны.

### Китай
Иран — третий по величине поставщик нефти в Китай (до 18 % китайского импорта нефти).

### Российская Федерация
РФ — крупнейший поставщик оружия и атомных технологий в Иран. При посредничестве России строится АЭС в Бушере.
В целом российско-иранские отношения не являются предметом внутриполитических разногласий в Иране, поскольку прагматически настроенные политики (как реформаторы, так и консерваторы) не ставят под сомнение необходимость развития партнёрства с Российской Федерацией.

### Саудовская Аравия
Контакты с Саудовской Аравией складываются довольно неоднозначно после Исламской революции. Главными причинами напряженности являются дискриминация шиитского меньшинства в Саудовской Аравии и допуск иранских паломников для совершения хаджа. Эр-Рияд неоднократно обвинял Иран во вмешательстве во внутренние дела Саудовской Аравии. Дважды (в 1988 и 2016 годах) двусторонние дипломатические отношения по инициативе Саудовской Аравии были разорваны.

### Соединённые Штаты Америки
Отношения между Ираном и Соединёнными Штатами Америки знали разные времена. Нейтральные в годы правления шаха Мохаммеда Реза Пехлеви (1970-е), они испытали серьёзное охлаждение после Исламской революции 1979 года.
В то же время, президент Исламской Республики Иран Махмуд Ахмадинежад заявил в ноябре 2012 года: «Мы верим в дружественные отношения между народами и правительствами, Иран приветствует любые отношения, в основе которых лежит справедливость и взаимное уважение».

### Таджикистан
Иран стал первой страной, открывшей дипломатическое представительство в Душанбе. Ныне Тегеран активно инвестирует в Таджикистан, а объём двусторонней торговли составил в 2014 году 228,3 млн долларов.

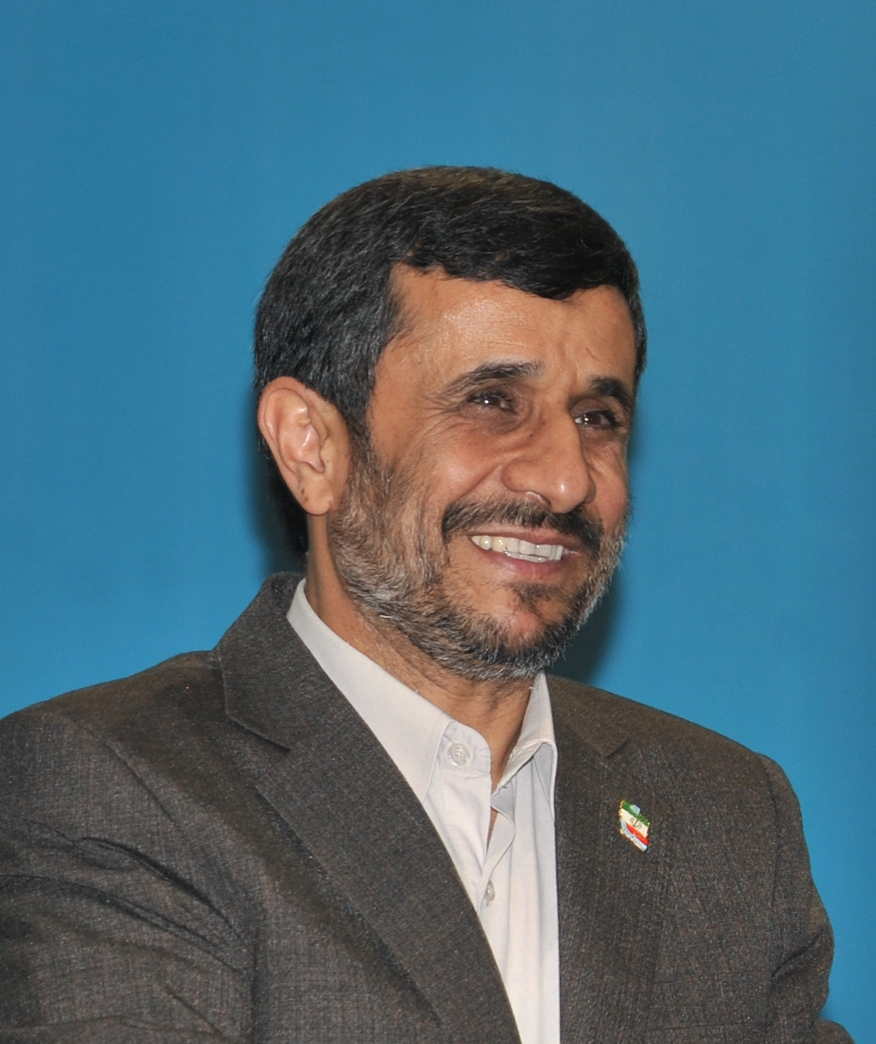
Президент Ирана Махмуд Ахмадинежад

## Влияние внутрисоциальной ситуации на внешнюю политику
Никоим образом не стоит представлять себе иранское общество, как заскорузлый неповоротливый симбиоз антизападных настроений, ислама экстремистского толка и желания всеми способами получить ядерную бомбу. Выбрав Махмуда Ахмадинежада в 2009 г., «иранский народ проголосовал за развитие и справедливость, против притеснения и нищеты», заявил аятолла Али Хаменеи, духовный лидер нации. «Решительная и беспрецедентная поддержка президента показывает, что иранский народ одобряет результаты работы его правительства» и политику, направленную на рост геополитического влияния Ирана в регионе.